# Ronald Mulder
Pour les articles homonymes, voir Mulder.
Ronald Mulder est un patineur de vitesse néerlandais né à Zwolle le 27 février 1986. Il a remporté la médaille de bronze de l'épreuve du 500 mètres aux Jeux olympiques d'hiver de 2014 à Sotchi, en Russie. 
Il est le frère jumeau de Michel Mulder, également patineur de vitesse, spécialiste des courtes distances.

## Palmarès en patinage de vitesse

### Jeux olympiques d'hiver
| Épreuve / Édition   | 500 mètres                          | 1 000 mètres | 1 500 mètres | 3 000 mètres | 5 000 mètres | Mass start | Poursuite par équipes |
| JO 2010 Vancouver   | 11e                                 | —            | —            | —            | —            | —          | —                     |
| JO 2014 Sotchi      | Médaille de bronze, Jeux olympiques | —            | —            | —            | —            | —          | —                     |
| JO 2018 Pyeongchang | 7e                                  | —            | —            | —            | —            | —          | —                     |

Légende :
- : première place, médaille d'or
- : deuxième place, médaille d'argent
- : troisième place, médaille de bronze
- : pas d'épreuve
- — : Non disputée par le patineur
- DSQ : disqualifiée